# Christian Coulson
Christian Coulson (født 3. oktober 1978) er en britisk skuespiller. Han er mest kendt som Tom Riddle (den unge Lord Voldemort) i Harry Potter og Hemmelighedernes Kammer. Coulsen fik igen et godt gennembrud i filmen Amateurs.

## Filmografi
- The Four Feathers (2002)
- Harry Potter og Hemmelighedernes Kammer (2002)
- The Hours (2002)
- Take Me Back (2005)
- Last Night (2007)
- I Am Nasrine (2011)
- Gaybe (2012)
- Leaving Circada (2012)
- Amateurs (2012)

## Serier & Tv
- Love in a Cold Climate (2001)
- Weirdsister College (2001)
- The Forsyte Saga (2002)
- Hornblower (2003)
- Charles II: The Power and The Passion (2003)
- Little Britan (2003)
- Agatha Christie's Marple (2005)
- Beethoven (2005)
- Brief Encounters (2005)
- The Battery's Down: Losing My Mind (2009)
- Jeffery & Cole Casserole (2010)
- Gossip Girl (2010)
- Wiener & Wiener (2011)
- The Good Wife (2011)

## Teater
- Romeo og Julie (2002) – Rollen som Romeo
- Journey's End (2004)
- Festen (2006)
- Ghosts (2007)
- Travesties (2012)

## Audio Drama
- Doctor Who: The Bride of Peladon (2007)
- Doctor Who: The Haunting of Thomas Brewster (2008)